# Valmozzola
Valmozzola là một đô thị ở tỉnh Parma ở vùng Emilia-Romagna, tọa lạc cách khoảng 120 km về phía tây củaBologna và khoảng 45 km về phía tây nam của Parma.
Valmozzola tiếp giáp các đô thị sau đây: Bardi, Berceto, Borgo Val di Taro, Solignano, Varsi.